# Sorribas (Toral de los Vados)
Sorribas es una localidad situada en la comarca tradicional del Bierzo Bajo, en la comarca de El Bierzo, provincia de León, Comunidad Autónoma de Castilla y León (España). Pertenece al municipio de Toral de los Vados.
Está situado a la falda del conocido asentamiento prerromano, romano suevo y visigodo de Castro Ventosa o Castro Bergidum.
Su nombre deriva de SUB RIPAS, que alude a su situación junto al río Cúa y llamado en época medieval, Subripa. En esa época, en el pueblo de Iglesia del Campo, que entonces era un barrio de Sorribas, nació el cronista, notario y Obispo de Astorga, Sampiro.